# Francesco da Fiano
Francesco da Fiano (Fiano, 1350 – 1421) è stato un umanista italiano, esponente dell'umanesimo romano.

## Biografia
Nato a Fiano, nella Campagna romana, dal notaio Antonio, a diciotto anni faceva parte del seguito di Pandolfo Malatesta a Città di Castello. Dotato di vivace intelligenza, il Malatesta lo inviò a studiare all'Università di Bologna presso Pietro da Moglio, entrando in contatto con le egloghe dantesche e di Giovanni Del Virgilio e con il Bucolicum Carmen di Petrarca. Divenuto amico e discepolo di quest'ultimo, Francesco da Fiano entrò al servizio, dopo la morte di Pandolfo Malatesta nel 1373, di papa Urbano VI nel 1379 come membro della Cancelleria pontificia durante il periodo del Grande scisma d'Occidente (1378-1419). Grazie alla posizione acquisita Francesco da Fiano poté cominciare a stendere alcuni esametri latini e altri scritti in prosa sulla scia del nascente umanesimo. Morto Urbano VI, Francesco entrò di più ancora nelle grazie del nuovo pontefice Bonifacio IX (1389-1404) acquisendo vari benefici e titoli tra cui quello di principalis et maior cancellarius litterarum populi romani penes conservatores camerae urbis. Sempre durante il pontificato di Bonifacio IX, l'umanista scrisse la sua opera più significativa, ovvero il Contra ridiculos oblocutores in cui Francesco difendeva la poesia classica e il codice etico degli antichi contro la decadenza religiosa della sua epoca. Divenuto un importante riferimento del movimento umanista, sotto il pontificato di Innocenzo VII (1404-1406) il da Fiano fu raggiunto a Roma dai membri della prima generazione degli umanisti, ossia Leonardo Bruni, Poggio Bracciolini, Antonio Loschi e Pier Paolo Vergerio coi quali strinse un rapporto di amicizia e collaborazione. Stimato anche dal papa pisano Giovanni XXIII (1410-1415), Francesco da Fiano si ammalò nel 1420 e morì in una data imprecisa nell'estate del 1421. 